# بيل إدواردز (لاعب كرة قدم)
بيل إدواردز (بالإنجليزية: Bill Edwards)‏ (1 يناير 1874 بكوفنتري في المملكة المتحدة - ) هو لاعب كرة قدم بريطاني (وحمل سابقاً جنسية المملكة المتحدة لبريطانيا العظمى وأيرلندا) في مركز جناح ‏. لعب مع برمنغهام سيتي وكوفنتري سيتي.